# Pseudophoenix vinifera
Pseudophoenix vinifera là loài thực vật có hoa thuộc họ Arecaceae. Loài này được (Mart.) Becc. miêu tả khoa học đầu tiên năm 1912.